# Thendara
Thendara est une census-designated place du comté de Herkimer, dans l'État de New York, aux États-Unis,. En 2020, elle compte une population de 195 habitants.